# Enzimuria
L'enzimuria è un segno clinico che indica generalmente la presenza di enzimi (quindi sempre sostanze di natura proteica) nelle urine.
Nei soggetti sani, il rapporto tra enzimi e creatinina escreti nelle urine, è relativamente costante durante la vita e perlomeno, statisticamente, tra i primi due anni dalla nascita i 56 anni di età.
Un enzimuria nei soggetti pediatrici può essere spiegata dalla presenza di una piccola massa ostruttiva e da una ridotta velocità di filtrazione glomerulare. Anche una condizione, a qualsiasi età, di importante deficit neurologico o lesioni ostruttive dello svuotamento dell'urina, comportano il verificarsi dell'innalzamento della conta degli enzimi,
Alti valori di enzimuria sono stati osservati in bambini con cistinosi. La presenza di batteriuria non sembra che sia correlabile.
La valutazione dell'enzimuria può essere un valido test di screening, nell'età pediatrica, per identificare malattie renali o particolari lesioni.